# Nghịch pháo
Nghịch Pháo hay còn gọi là Liệt Pháo (Trung Quốc gọi là 逆手炮), là một thế trận khai cuộc được coi là có tính chất đối công mạnh mẽ nhất trong cờ tướng, khi bên đi trước vào pháo đầu, bên đi sau cũng vào pháo đầu ngược cánh với bên đi trước hai quân pháo đối nghịch nhau nên gọi là nghịch pháo.

## Giới thiệu
Cũng gần giống với khai cuộc Thuận Pháo nhưng Nghịch Pháo còn đối công kịch liệt hơn rất nhiều. Những người đi hậu thích sử dụng thế trận này với suy nghĩ quân lực là rất quan trọng nhưng hình thế trong ván cờ mới là điều quan trọng hơn. Họ thường ưa thích phong cách chơi cờ mạo hiểm và táo bạo, sẵn sàng phế quân để đoạt thế. Do đó, những ván cờ nghịch pháo thường rất sôi động vì hai bên rất dễ mắc sai lầm và dẫn đến thua bất ngờ. Khi chơi thế trận này, bên đi sau sẽ chịu nhiều thiệt thòi và dễ rơi vào thế bị động. Tuy nhiên, bên đi trước chỉ cần mắc một sai lầm nhỏ cũng có thể bị thua ngược.

## Thể loại khai cuộc nghịch pháo

### Bán đồ nghịch pháo
Bán đồ nghịch pháo (Trung Quốc gọi là 半途列炮): khi bên đi trước vào pháo đầu, bên đi sau không chơi nghịch pháo ngay mà lại lên mã trước sau đó bình xe rồi tiến pháo qua hà (Tả pháo phong xa) sau đó mới vào pháo nghịch nên đây được gọi là bán đồ nghịch pháo,

### Tiểu nghịch thủ pháo
Trong trận nghịch pháo, quân mã nhảy lên giữa hai quân pháo thì đây gọi là tiểu nghịch thủ pháo. Cách đấnh này này đối công mạnh gần tương đương với Đại nghịch thủ pháo.

### Đại nghịch thủ pháo
Trong trận nghịch pháo, quân mã nhảy lên biên người ta gọi là Đại nghịch thủ pháo đây là loại đối công mạnh nhất của nghịch pháo.